# Тастил
Тастил е най-големият от доколумбовите градове на територията на съвременна Аржентина. Намирал се е на територията на съвременната провинция Салта, в близост до днешното село Санта Роса де Тастил, на 3200 метра надморска височина. По оценки на историци, населението на Тастил във времето на неговия разцвет в края на XV век е повече от 2000 души.
Руините на Тастил са открити през 1903 г. от шведа Ерик Боман. Частична реконструкция на Тастил е осъществена под ръководството на професор Марио Сиклиано от Националния университет на Ла Плата през 1967 г.
На поверхността на земята са открити около 440 жилища, построени само от камъни, без спойващ разтвор, а също гробище, различни стопански помещения, улици, централен площад, а също помещение за смилане на зърнени култури (киноа, царевица), обори за лами и др. На главния площад се намирал свещен камък (wanka), на който се извършвали религиозни ритуали.
Тастил се населявал от народа атакаменьо (атакама). Градът бил изоставен покинут още преди пристигането на европейците в Америка. Причина за изоставянето му става експанзията на инките през ХV век. Най-вероятно това не е станало доброволно, а в съответствие с обичайната практика на инките спрямо покорените от тях народи, населението на града е било преселено на ново място.
Държавата Тастил включва не само града, но и околната област, с няколко населени места.
През декември 1997 г. Тастил е обявен за национален исторически паметник на Аржентина на основание Декрет № 114/97 г.